# Альмосіта
Альмосіта (ісп. Almócita) — муніципалітет в Іспанії, у складі автономної спільноти Андалусія, у провінції Альмерія. Населення — 185 осіб (2010).
Муніципалітет розташований на відстані близько 390 км на південь від Мадрида, 33 км на північний захід від Альмерії.

## Демографія
Динаміка населення (INE ):

## Галерея зображень

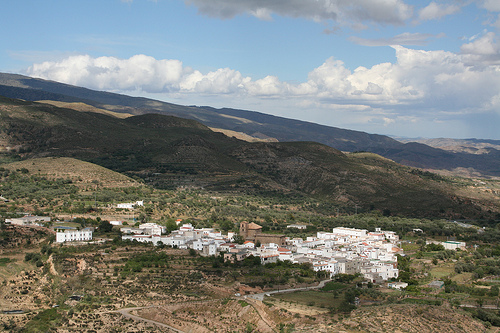
Панорама Альмосіти
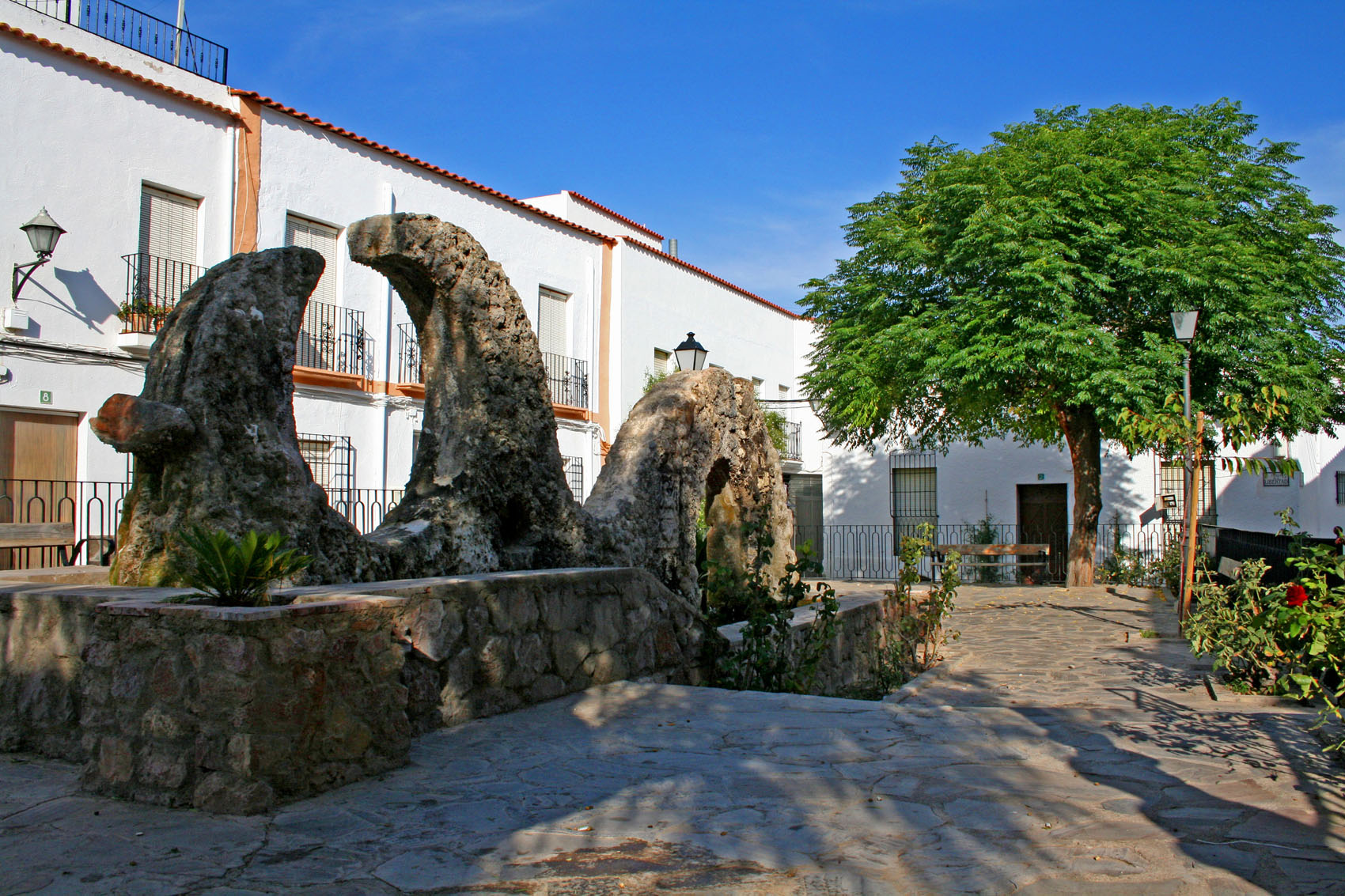
Площа в Альмосіті